# Клонирование (биология)
Клони́рование (от др.-греч. κλών «ветвь, побег, отпрыск») в биоло́гии — появление естественным путём или получение нескольких генетически идентичных организмов путём бесполого (в том числе вегетативного) размножения или партеногенеза. Термин «клонирование» в том же смысле нередко применяют и по отношению к клеткам многоклеточных организмов. Клонированием называют также получение нескольких идентичных копий наследственных молекул (молекулярное клонирование). Наконец, клонированием также часто называют биотехнологические методы, используемые для искусственного получения клонов организмов, клеток или молекул.

Группа генетически идентичных организмов или клеток — клон. Клонирование человека запрещено. Опасения вызывает большой процент неудач при клонировании, которые могут привести к неполноценности клонированных людей (примером может служить развитие эмбриона при бластуляции).

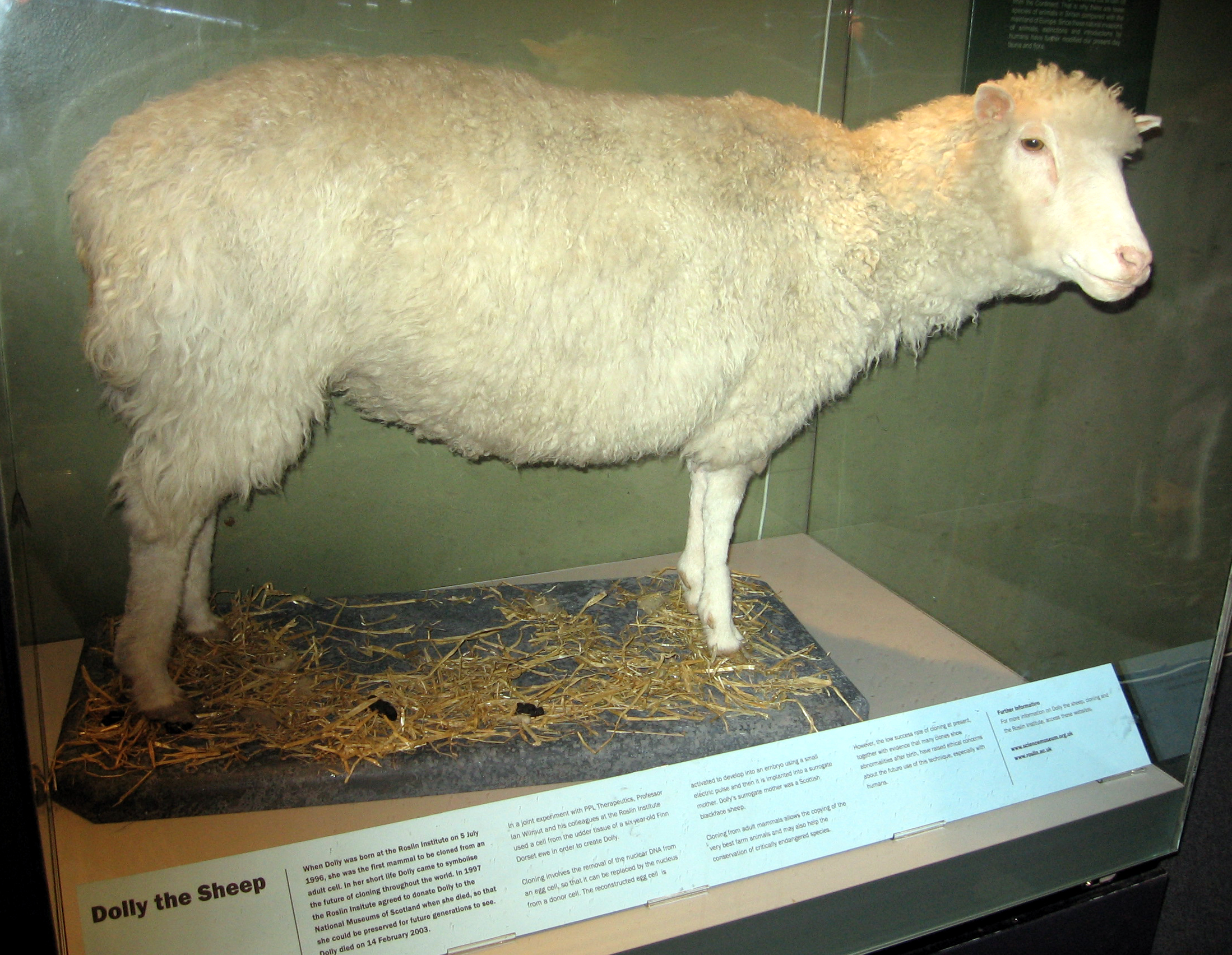
Долли — самка овцы, первое млекопитающее, клонированное из клетки другой взрослой особи

## История термина
Термин клонирование пришёл в русский язык из английского (clone, cloning).
Первоначально слово клон (англ. cloning от др.-греч. κλών — «веточка, побег, отпрыск») стали употреблять для группы растений (например, фруктовых деревьев), полученных от одного растения-производителя вегетативным (не семенным) способом. Эти растения-потомки в точности повторяли качества своего прародителя и служили основанием для выведения нового сорта (в случае полезности их свойств для садоводства). Позже клоном стали называть не только всю такую группу, но и каждое отдельное растение в ней (кроме первого), а получение таких потомков — клонированием.
В отношении «генетических копий» живых существ термин первой употребила болгарская писательница Весела Люцканова в романе «Клонинги» (опубликован в 1975 году).

## Клонирование клеток

### Клонирование стволовых клеток
Перенос ядер соматических клеток, известный как SCNT, также может быть использован для создания эмбрионов в исследовательских или терапевтических целях. Наиболее вероятной целью для этого является получение эмбрионов для использования в исследованиях стволовых клеток. Этот процесс также называют «исследовательским клонированием» или «терапевтическим клонированием». Цель состоит не в том, чтобы создать клонированных людей (так называемое «репродуктивное клонирование»), а в том, чтобы собрать стволовые клетки, которые можно использовать для изучения человеческого развития и потенциального лечения заболеваний. Хотя клональная бластоциста человека была создана, линии стволовых клеток еще предстоит выделить из клонального источника.
Терапевтическое клонирование достигается путем создания эмбриональных стволовых клеток в надежде на лечение таких заболеваний, как диабет и болезнь Альцгеймера. Процесс начинается с удаления ядра (содержащего ДНК) из яйцеклетки и вставки ядра из взрослой клетки для клонирования. В случае человека с болезнью Альцгеймера ядро из клетки кожи этого пациента помещается в пустое яйцо. Перепрограммированная клетка начинает развиваться в зародыш, потому что яйцо реагирует с перенесенным ядром. Эмбрион станет генетически идентичным пациенту. Эмбрион тогда сформирует бластоцисту, которая потенциально может стать любой клеткой в теле.
Причина, по которой SCNT используется для клонирования, заключается в том, что соматические клетки могут быть легко получены и культивированы в лаборатории. Этот процесс может добавлять или удалять определенные геномы сельскохозяйственных животных. Ключевым моментом, который следует помнить, является то, что клонирование достигается, когда ооцит сохраняет свои нормальные функции, и вместо того, чтобы использовать геномы спермы и яйцеклетки для репликации, ооцит вставляется в ядро соматической клетки донора. Ооцит будет реагировать на ядро соматических клеток так же, как и на сперматозоиды.
Процесс клонирования конкретного сельскохозяйственного животного с использованием SCNT относительно одинаков для всех животных. Первым шагом является сбор соматических клеток от животного, которое будет клонировано. Соматические клетки можно использовать немедленно или хранить в лаборатории для последующего использования. Самая трудная часть SCNT - удаление материнской ДНК из ооцита в метафазе II. Как только это будет сделано, соматическое ядро может быть вставлено в цитоплазму яйца. Это создает одноклеточный эмбрион. Затем сгруппированные соматические клетки и цитоплазма яйца вводят в электрический ток. Эта энергия позволит клонированному эмбриону начать развитие. Успешно развитые эмбрионы затем помещаются в суррогатную мать, таких как корова или овца в случае сельскохозяйственных животных.
SCNT считается хорошим методом для производства сельскохозяйственных животных для потребления в пищу. Он успешно клонировал овец, крупный рогатый скот, коз и свиней. Еще одним преимуществом является то, что SCNT рассматривается как решение проблемы клонирования исчезающих видов, которые находятся на грани вымирания. Тем не менее, стрессы, возникающие как в яйцеклетке, так и во введенном ядре, могут быть огромными, что приводило к высокой потере клеток в результате ранних исследований. Например, клонированная овца Долли родилась после того, как 277 яиц были использованы для СЦНТ, что создало 29 жизнеспособных эмбрионов. Только три из этих эмбрионов выжили до рождения, и только один выжил до зрелого возраста. Поскольку процедура не могла быть автоматизирована и должна была выполняться вручную под микроскопом, SCNT был очень ресурсоемким. Биохимия, участвующая в перепрограммировании дифференцированного ядра соматических клеток и активации яйцеклетки-реципиента, также была далека от понимания. Тем не менее, к 2014 году исследователи сообщали, что вероятность клонирования составляет семь-восемь из десяти, а в 2016 году сообщалось, что корейская компания Sooam Biotech производит 500 клонированных эмбрионов в день.

## Естественное клонирование (в природе) у сложных организмов
Клонирование широко распространено в природе у различных организмов. У растений естественное клонирование происходит при различных способах вегетативного размножения. У животных клонирование происходит при амейотическом партеногенезе и различных формах полиэмбрионии. Так, среди позвоночных известны клонально размножающиеся виды ящериц, состоящие из одних партеногенетических самок. У человека естественные клоны — монозиготные близнецы. У некоторых видов броненосцев в норме рождается от четырёх до девяти монозиготных близнецов. Широко распространено клональное размножение среди ракообразных и насекомых. Уникальный вариант естественного клонирования открыт недавно у муравьёв — малого огненного муравья (Wasmannia auropunctata), самцы и самки которого клонируются независимо, так что генофонды двух полов не смешиваются. У этого вида рабочие особи развиваются из оплодотворённых яиц, матки — из неоплодотворённых диплоидных яиц. В некоторых яйцах, оплодотворённых самцами, все хромосомы матери разрушаются, и из таких гаплоидных яиц развиваются самцы.

## Молекулярное клонирование
Молекулярное клонирование (англ. Molecular cloning, Gene cloning) — клонирование молекул ДНК (в том числе генов, фрагментов генов, совокупностей генов, ДНК-последовательностей, не содержащих гены), другими словами — наработка большого количества идентичных ДНК-молекул с использованием живых организмов.
Благодаря фундаментальным биологическим открытиям XIX—XX веков, а именно: открытию клеточного строения тканей, открытию структуры клеточного ядра, хромосом, ДНК, генов, — стало возможным то, что ныне носит название молекулярного клонирования. Это технология клонирования наименьших биологических объектов — молекул ДНК, их частей и даже отдельных генов. Для молекулярного клонирования ДНК (обычно тем или иным способом изменённую) вводят в вектор (например, бактериальную плазмиду или геном бактериофага). Размножаясь, бактерии и фаги многократно увеличивают количество введенной ДНК, в точности сохраняя её структуру. Чтобы затем выделить большое количество такой ДНК, необходимо отделить бактерии или фаги, которые её содержат, от всех остальных, для чего и применяют клонирование, то есть выделение и размножение бактериального или фагового клона, содержащего необходимые молекулы ДНК. Для облегчения селекции бактериальных клонов в плазмиды обычно вводят ген резистентности к антибиотику, чаще всего ампициллину, в присутствии которого погибают все бактерии, не имеющие клонируемой плазмиды. Такое клонирование необходимо для изучения биологических молекул, их идентификации, решения вопросов клонирования тканей и др.

## Клонирование многоклеточных организмов
Наибольшее внимание учёных и общественности привлекает клонирование многоклеточных организмов, которое стало возможным благодаря успехам генной инженерии.
Создавая особые условия и вмешиваясь в структуру ядра клетки, специалисты заставляют её развиваться в нужную ткань или даже в целый организм. Допускается принципиальная возможность воспроизведения даже умершего организма, при условии сохранения его генетического материала.
Различают полное (репродуктивное) и частичное клонирование организмов. При полном воссоздаётся весь организм целиком, при частичном — организм воссоздаётся не полностью (например, лишь те или иные его ткани).
Репродуктивное клонирование предполагает, что в результате получается целый организм. Кроме научных целей оно может применяться для восстановления исчезнувших видов или сохранения редких видов.
Одно из применений клонирования тканей — клеточная терапия в медицине. Такие ткани, полученные из стволовых клеток пациента, могли бы компенсировать недостаток и дефекты собственных тканей организма и не отторгаться при трансплантации. Это так называемое терапевтическое клонирование.

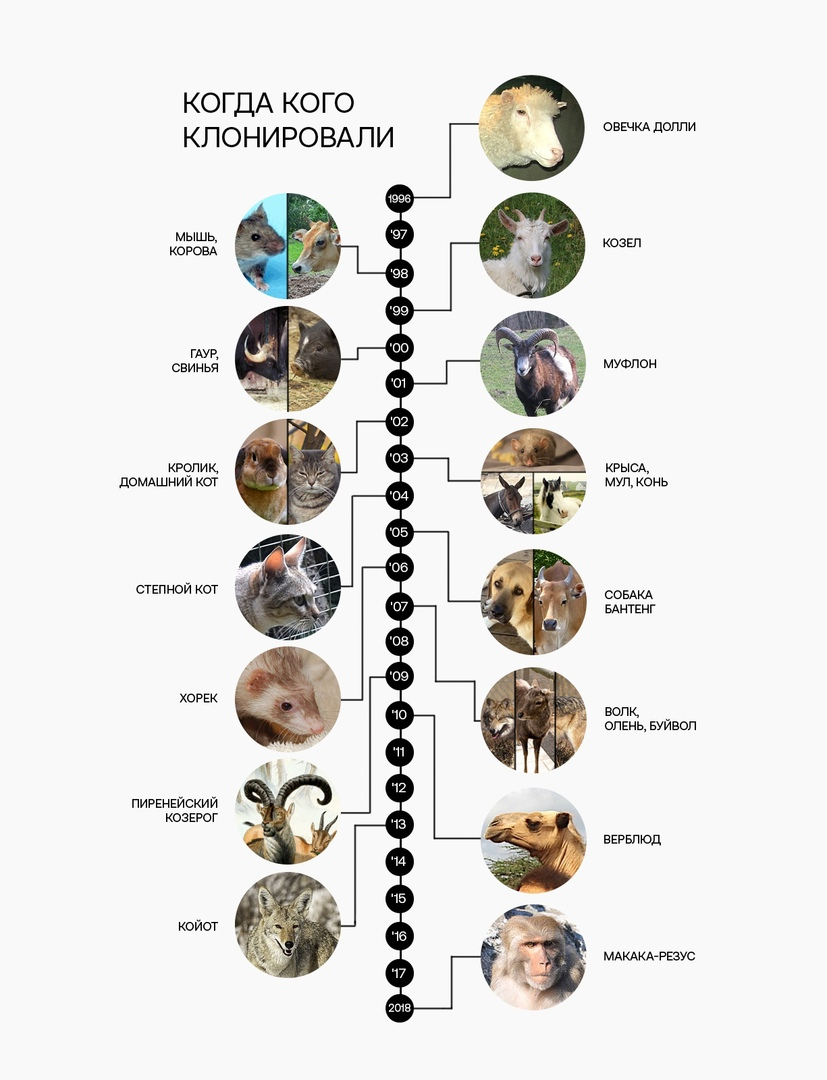
Хронология клонирования живых организмов

Терапевтическое клонирование предполагает, что в результате намеренно не получается целый организм. Его развитие останавливают заранее, а получившиеся эмбриональные стволовые клетки используют для получения нужных тканей или других биологических продуктов. Эксперименты показывают, что терапевтическое клонирование может быть с успехом применено для лечения некоторых заболеваний, считавшихся неизлечимыми.

### Клонирование животных и высших растений
Естественное клонирование животных и растений часто происходит в результате бесполого и вегетативного размножения, а также в результате амейотического партеногенеза.
Искусственное клони́рование живо́тных и расте́ний — новый вид человеческой деятельности, возникший в конце XX — начале XXI века, состоящий в воспроизведении старых и создании новых биологических организмов, связанных с изучением генома, предполагающий вмешательство в его структуру, нацеленный на решение множества практических задач (кроме научных).
Следует иметь в виду, что точное воспроизведение животного или растения, как при естественном, так и при искусственном клонировании, невозможно. Новый организм в любом случае будет отличаться от материнского за счёт соматических мутаций, эпигенетических изменений наследственного материала, влияния окружающей среды на фенотип и случайных отклонений, возникающих в ходе онтогенеза.

### Клонирование человека
К 2015 году около 70 стран запретили законодательно клонирование человека.
Однако в Южной Корее разрешено клонирование собак. В России существует федеральный закон N54-ФЗ «О временном запрете на клонирование человека».
Клонирование человека — это создание генетически идентичной копии человека. Термин обычно используется для обозначения искусственного клонирования человека, которое представляет собой размножение клеток и тканей человека. Это не относится к естественной концепции и родов идентичных близнецов. Возможность клонирования человека вызвала противоречия. Эти этические проблемы побудили несколько стран принять законодательство, касающееся клонирования человека и его законности. На данный момент учёные не намерены пытаться клонировать людей, и они считают, что их результаты должны вызвать более широкую дискуссию о законах и нормативных актах, необходимых миру для регулирования клонирования.
Два обычно обсуждаемых типа теоретического клонирования человека — терапевтическое клонирование и репродуктивное клонирование. Терапевтическое клонирование включает в себя клонирование клеток человека для использования в медицине и трансплантации и является активной областью исследований, но нигде в мире не применяется в медицинской практике, по состоянию на 2014 год. Исследуются два распространенных метода терапевтического клонирования перенос ядер соматических клеток и, позднее, индукция плюрипотентных стволовых клеток. Репродуктивное клонирование предполагает создание целого клонированного человека, а не только конкретных клеток или тканей.

## Отношение к клонированию в обществе
В 2007 году Иэну Уилмуту, одному из создателей овцы Долли, Королева Великобритании Елизавета II пожаловала рыцарское звание.
Сформировалась новая фобия, случаи которой встречаются в психиатрии. Врач-психиатр Виктор Яровой в декабре 2008 года определил новое понятие подобным расстройствам — бионализм, страх перед клонированными людьми, в том числе перед их возможным превосходством в физическом, моральном и духовном развитии.

## Тема клонирования в культуре и искусстве
Обсуждение клонирования в популярных СМИ часто представляет эту тему негативно. В статье в «Time» от 8 ноября 1993 года клонирование изображалось негативно, изменяя «Сотворение Адама» Микеланджело, чтобы изображать Адама пятью одинаковыми руками. Выпуск Newsweek от 10 марта 1997 года также подверг критике этику клонирования человека и включал в себя графику, изображающую одинаковых детей в мензурках.
Концепция клонирования, в частности, клонирования человека, включает широкий спектр работ научной фантастики. Ранним вымышленным изображением клонирования является «Bokanovsky's Process», который фигурирует в антиутопическом романе Олдоса Хаксли «О дивный новый мир» 1931 года. Этот процесс применяется к оплодотворенным яйцам человека in vitro, в результате чего они распадаются на идентичные генетические копии оригинала.
Клонирование людей из частей тела также является распространенной темой в научной фантастике. Клонирование особенно заметно в конвенциях научной фантастики, пародированных в «Спящем» Вуди Аллена, сюжет которого сосредоточен вокруг попытки клонировать убитого диктатора из его безжизненного носа. В эпизоде сериала «Доктор Кто» 2008 года «Конец путешествия» дублированная версия Десятого Доктора самопроизвольно вырастает из его отрубленной руки, которая была отрезана в бою на мечах во время более раннего эпизода.
Клонирование является постоянной темой в ряде современных научно-фантастических фильмов, начиная от таких боевиков, как «Мир юрского периода 2» (2018), «Чужой: Воскрешение» (1997), «6-й день» (2000), «Обитель зла» (2002), «Звёздные войны. Эпизод II: Атака клонов» (2002) и «Остров» (2005), на комедии, такие как фильм «Спящий» Вуди Аллена 1973 года.